# Weston, Somerset
Weston är en stadsdel i Bath, i distriktet Bath and North East Somerset, i grevskapet Somerset, i England. Stadsdelen hade 5 802 invånare år 2021. Weston var en civil parish fram till 1953 när blev den en del av Charlcombe och Kelston. Civil parish hade 175 invånare år 1951. Byn nämndes i Domedagsboken (Domesday Book) år 1086, och kallades då Westone.